# Mycerinus punctiventris
Mycerinus punctiventris är en skalbaggsart som först beskrevs av Hermann Julius Kolbe 1893.  Mycerinus punctiventris ingår i släktet Mycerinus och familjen långhorningar.
Artens utbredningsområde är Togo. Inga underarter finns listade i Catalogue of Life.